# King City (Misuri)
King City es una ciudad ubicada en el condado de Gentry en el estado estadounidense de Misuri. En el Censo de 2010 tenía una población de 1013 habitantes y una densidad poblacional de 283,01 personas por km².

## Geografía
King City se encuentra ubicada en las coordenadas 40°3′2″N 94°31′31″O / 40.05056, -94.52528. Según la Oficina del Censo de los Estados Unidos, King City tiene una superficie total de 3.58 km², de la cual 3.58 km² corresponden a tierra firme y (0%) 0 km² es agua.

## Demografía
Según el censo de 2010, había 1013 personas residiendo en King City. La densidad de población era de 283,01 hab./km². De los 1013 habitantes, King City estaba compuesto por el 98.42% blancos, el 0.1% eran afroamericanos, el 0.1% eran amerindios, el 0.3% eran asiáticos, el 0% eran isleños del Pacífico, el 0.2% eran de otras razas y el 0.89% pertenecían a dos o más razas. Del total de la población el 1.09% eran hispanos o latinos de cualquier raza.